# Handwritten (album của Shawn Mendes)
| Đánh giá chuyên môn | Đánh giá chuyên môn |
| Điểm trung bình     | Điểm trung bình     |
| Nguồn               | Đánh giá            |
| ------------------- | ------------------- |
| Metacritic          | 58/100              |
| Nguồn đánh giá      |                     |
| Nguồn               | Đánh giá            |
| AllMusic            | [ 2 ]               |
| Billboard           | [ 3 ]               |
| The Guardian        | [ 4 ]               |
| Idolator            | [ 5 ]               |
| Newsday             | B+                  |
| NY Daily News       | [ 7 ]               |
| Rolling Stone       | [ 8 ]               |
| USA Today           | [ 9 ]               |

Handwritten là album đầu tay của nam ca sĩ người Canada Shawn Mendes, được phát hành vào ngày 14 tháng 4 năm 2015 bởi Island. Album ra mắt tại vị trí quán quân bảng xếp hạng US Billboard 200 với doanh số trong tuần đầu phát hành đạt 106.000 bản.

## Bối cảnh sản xuất
Sau khi ký hợp đồng thu âm với hãng Island Records trong tháng 6 năm 2014, Mendes phát hành đĩa đơn đầu tay có tựa đề "Life of the Party". Đĩa đơn này đã đạt đến vị trí #24 trên bảng xếp hạng Hoa Kỳ Billboard Hot 100. Theo chân đĩa đơn, một EP với tên gọi The Shawn Mendes EP được phát hành vào ngày 28 tháng 7 năm 2014, và bán ra 48.000 bản trong tuần đầu. Mendes thông báo tựa đề và đồ họa của album đầu tay vào ngày 27 tháng 1 năm 2015. Album có sẵn để đặt trước vào ngày 2 tháng 2 năm 2015 trên iTunes Store.

## Đĩa đơn
"Life of the Party" được phát hành thành đĩa đơn mở đường cho EP đầu tay của Mendes, The Shawn Mendes EP vào ngày 25 tháng 6 năm  2014. Bài hát này cũng là đĩa đơn đầu tiên trích từ Handwritten. Một video lời cho bài hát được phát hành ngày 30 tháng 6 năm 2014. Video âm nhạc cho bài hát được phát hành ngày 10 tháng 3 năm 2015.
"Something Big" là đĩa đơn thứ hai từ album, phát hành ngày 7 tháng 11 năm 2014. Video âm nhạc cho bài hát được phát hành vào tháng 11 năm 2014, trở thành video âm nhạc đầu tiên của anh.
"Stitches" là đĩa đơn thứ ba từ album, phát hành vào ngày 5 tháng 5 năm 2015. Bài hát mở đầu tại vị trí số 89 trên Billboard Hot 100 vào tuần lễ 13 tháng 6 năm 2015, và trở thành hit top 10 đầu tiên của anh, đạt đến vị trí số 4.
"I Know What You Did Last Summer được phát hành dưới dạng đĩa đơn từ bản revisited của album vào ngày 18 tháng 11 năm 2015. Bài hát là một sự hợp tác của anh với thành viên nhóm nhạc Fifth Harmony Camila Cabello.

## Danh sách bài hát
| Handwritten – Phiên bản tiêu chuẩn | Handwritten – Phiên bản tiêu chuẩn | Handwritten – Phiên bản tiêu chuẩn                      | Handwritten – Phiên bản tiêu chuẩn | Handwritten – Phiên bản tiêu chuẩn |
| STT                                | Nhan đề                            | Sáng tác                                                | Sản xuất                           | Thời lượng                         |
| ---------------------------------- | ---------------------------------- | ------------------------------------------------------- | ---------------------------------- | ---------------------------------- |
| 1.                                 | "Life of the Party"                | Ido Zmishlany Scott Harris                              | Zmishlany                          | 3:35                               |
| 2.                                 | "Stitches"                         | Daniel Parker Teddy Geiger Daniel "Daylight" Kyriakides | Daylight Geiger Parker             | 3:27                               |
| 3.                                 | "Never Be Alone"                   | Shawn Mendes Scott Harris Martin Terefe Glen Scott      | Terefe                             | 3:36                               |
| 4.                                 | "Kid in Love"                      | Mendes Zmishlany Harris                                 | Zmishlany Terefe                   | 3:46                               |
| 5.                                 | "I Don't Even Know Your Name"      | Mendes Harris Terefe Geoffrey Warburton                 | Terefe                             | 3:00                               |
| 6.                                 | "Something Big"                    | Mendes Zmishlany Harris                                 | Zmishlany                          | 2:41                               |
| 7.                                 | "Strings"                          | Mendes Harris Emily Warren                              | Louis Biancaniello Sam Watters     | 3:11                               |
| 8.                                 | "Aftertaste"                       | Mendes Harris Warren                                    | Biancaniello Watters               | 2:50                               |
| 9.                                 | "Air" (hợp tác cùng Astrid S)      | Harris Warren                                           | Craven J Harris                    | 3:14                               |
| 10.                                | "Crazy"                            | Mendes Warburton Terefe                                 | Mendes Warburton                   | 3:12                               |
| 11.                                | "A Little Too Much"                | Mendes                                                  | Zmishlany                          | 3:07                               |
| 12.                                | "This Is What It Takes"            | Mendes Warburton Terefe Zmishlany Harris                | Terefe                             | 3:50                               |
| Tổng thời lượng:                   | Tổng thời lượng:                   | Tổng thời lượng:                                        | Tổng thời lượng:                   | 39:29                              |

| Handwritten – Phiên bản đặc biệt (bài hát bổ sung) | Handwritten – Phiên bản đặc biệt (bài hát bổ sung) | Handwritten – Phiên bản đặc biệt (bài hát bổ sung) | Handwritten – Phiên bản đặc biệt (bài hát bổ sung) | Handwritten – Phiên bản đặc biệt (bài hát bổ sung) |
| STT                                                | Nhan đề                                            | Sáng tác                                           | Sản xuất                                           | Thời lượng                                         |
| -------------------------------------------------- | -------------------------------------------------- | -------------------------------------------------- | -------------------------------------------------- | -------------------------------------------------- |
| 13.                                                | "Bring It Back"                                    | Mendes Warburton Terefe                            | Terefe                                             | 2:40                                               |
| 14.                                                | "Imagination"                                      | Mendes Terefe Scott                                | Terefe                                             | 3:38                                               |
| 15.                                                | "The Weight"                                       | Mendes Harris Joshua Grant                         | Craven J Harris (add.)                             | 3:05                                               |
| Tổng thời lượng:                                   | Tổng thời lượng:                                   | Tổng thời lượng:                                   | Tổng thời lượng:                                   | 48:52                                              |

| Handwritten – Phiên bản bổ sung của iTunes | Handwritten – Phiên bản bổ sung của iTunes | Handwritten – Phiên bản bổ sung của iTunes | Handwritten – Phiên bản bổ sung của iTunes | Handwritten – Phiên bản bổ sung của iTunes |
| STT                                        | Nhan đề                                    | Sáng tác                                   | Sản xuất                                   | Thời lượng                                 |
| ------------------------------------------ | ------------------------------------------ | ------------------------------------------ | ------------------------------------------ | ------------------------------------------ |
| 16.                                        | "Life of the Party" (Acoustic)             | Zmishlany Harris                           | Zmishlany                                  | 3:14                                       |
| Tổng thời lượng:                           | Tổng thời lượng:                           | Tổng thời lượng:                           | Tổng thời lượng:                           | 52:06                                      |

| Handwritten – Phiên bản cao cấp tại Target (bài hát bổ sung) | Handwritten – Phiên bản cao cấp tại Target (bài hát bổ sung) | Handwritten – Phiên bản cao cấp tại Target (bài hát bổ sung) | Handwritten – Phiên bản cao cấp tại Target (bài hát bổ sung) | Handwritten – Phiên bản cao cấp tại Target (bài hát bổ sung) |
| STT                                                          | Nhan đề                                                      | Sáng tác                                                     | Sản xuất                                                     | Thời lượng                                                   |
| ------------------------------------------------------------ | ------------------------------------------------------------ | ------------------------------------------------------------ | ------------------------------------------------------------ | ------------------------------------------------------------ |
| 16.                                                          | "Don't Want Your Love"                                       | Mendes Zmishlany Warburton                                   | Zmishlany                                                    | 2:51                                                         |
| 17.                                                          | "Lost"                                                       | Mendes Warren Harris Grant                                   | Craven J Harris                                              | 3:16                                                         |
| 18.                                                          | "Handwritten Demos"                                          |                                                              |                                                              | 9:01                                                         |
| Tổng thời lượng:                                             | Tổng thời lượng:                                             | Tổng thời lượng:                                             | Tổng thời lượng:                                             | 64:00                                                        |

| Handwritten – Phiên bản Revisited | Handwritten – Phiên bản Revisited                                                 | Handwritten – Phiên bản Revisited                     | Handwritten – Phiên bản Revisited | Handwritten – Phiên bản Revisited |
| STT                               | Nhan đề                                                                           | Sáng tác                                              | Sản xuất                          | Thời lượng                        |
| --------------------------------- | --------------------------------------------------------------------------------- | ----------------------------------------------------- | --------------------------------- | --------------------------------- |
| 4.                                | "Kid in Love" (Live)                                                              | Mendes Zmishlany Harris                               | Zmishlany Terefe                  | 4:17                              |
| 5.                                | "I Don't Even Know Your Name" (Live)                                              | Mendes Harris Terefe Warburton                        | Terefe                            | 3:37                              |
| 7.                                | "Strings" (Live)                                                                  | Mendes Harris Warren                                  | Biancaniello Watters              | 3:45                              |
| 8.                                | "Aftertaste" (Live)                                                               | Mendes Harris Warren                                  | Biancaniello Watters              | 2:38                              |
| 11.                               | "A Little Too Much" (Live)                                                        | Mendes                                                | Zmishlany                         | 3:09                              |
| 13.                               | "I Know What You Did Last Summer" (với Camila Cabello từ nhóm nhạc Fifth Harmony) | Cabello Mendes Zmishlany Noel Zancanella Bill Withers | Zancanella Zmishlany (add.)       | 3:43                              |
| 14.                               | "Act like You Love Me"                                                            | Mendes Warburton                                      | Jacquire King                     | 3:25                              |
| 15.                               | "Running Low"                                                                     | Mendes                                                | Jordan Orvosh                     | 4:34                              |
| 16.                               | "Memories"                                                                        | Mendes Warburton Max River                            | Jacquire King                     | 3:51                              |

## Xếp hạng
| Bảng xếp hạng (2015)                     | Thứ hạng cao nhất |
| ---------------------------------------- | ----------------- |
| Album Úc (ARIA)                          | 18                |
| Album Áo (Ö3 Austria)                    | 37                |
| Album Bỉ (Ultratop Vlaanderen)           | 23                |
| Album Bỉ (Ultratop Wallonie)             | 46                |
| Album Canada (Billboard)                 | 1                 |
| Album Đan Mạch (Hitlisten)               | 2                 |
| Album Hà Lan (Album Top 100)             | 19                |
| Album Phần Lan (Suomen virallinen lista) | 29                |
| Album Pháp (SNEP)                        | 74                |
| German Albums (Official Top 100)         | 43                |
| Greek Albums (IFPI)                      | 30                |
| Album Ireland (IRMA)                     | 11                |
| Album Ý (FIMI)                           | 25                |
| Album New Zealand (RMNZ)                 | 18                |
| Album Na Uy (VG-lista)                   | 1                 |
| Album Bồ Đào Nha (AFP)                   | 5                 |
| Album Scotland (OCC)                     | 13                |
| Album Tây Ban Nha (PROMUSICAE)           | 2                 |
| Album Thụy Điển (Sverigetopplistan)      | 4                 |
| Album Thụy Sĩ (Schweizer Hitparade)      | 26                |
| Album Anh Quốc (OCC)                     | 12                |
| Album Hoa Kỳ Billboard 200               | 1                 |

## Lịch sử phát hành
| Khu vực | Ngày                      | Định dạng                 | Nhãn thu âm | Định dạng       |
| ------- | ------------------------- | ------------------------- | ----------- | --------------- |
| Hoa Kỳ  | 14 tháng 4 năm 2015       | CD tải nhạc số            | Island      | Standard Deluxe |
| Hoa Kỳ  | ngày 20 tháng 11 năm 2015 | CD CD+ DVD LP tải nhạc số | Island      | Revisited       |